# 5 Dywizja Kawalerii (ZSRR)
5 Dywizja Kawalerii (ros. 5-я кавалерийская дивизия) – związek taktyczny kawalerii Armii Czerwonej.
Dywizja wzięła udział w kampanii wrześniowej w składzie  2 Korpusu Kawalerii. Rozkazem z 26 listopada 1941 została przemianowana na 1 Gwardyjską Dywizję Kawalerii.

## Struktura organizacyjna
W 1939
- 11 pułk kawalerii
- 96 pułk kawalerii
- 131 pułk kawalerii
- 160 pułk kawalerii
- 32 pułk czołgów
- 38 dywizjon artylerii konnej
- 20 szwadron saperów
- 36 szwadron łączności
- 24 szpital weterynaryjny

## Dowódcy dywizji
- kombrig Jakow Szapoburko (był w 1939)[3]